# Ignace Hummel
François Ignace Hummel, né le 14 février 1870 à Soufflenheim dans le diocèse de Strasbourg et mort le 13 mars 1924 à Cape Coast, est un missionnaire catholique alsacien de la Société des missions africaines qui fut vicaire apostolique de la Côte-de-l'Or (aujourd'hui Ghana).

## Biographie
Ignace Hummel naît en Alsace à Soufflenheim, dans le diocèse de Strasbourg, en 1870, au sein d'une famille pieuse. Tôt, il ressent la vocation de missionnaire. Il fait ses études à Richelieu et au grand séminaire de Lyon de la Société des missions africaines, où il prononce son serment le 30 mars 1894 et est ordonné prêtre le 5 juillet 1896. Il est nommé peu après pour la préfecture apostolique du Niger supérieur. Pendant dix ans, il consacre toutes ses forces à cette mission difficile, dont il devient le visiteur en 1901.  

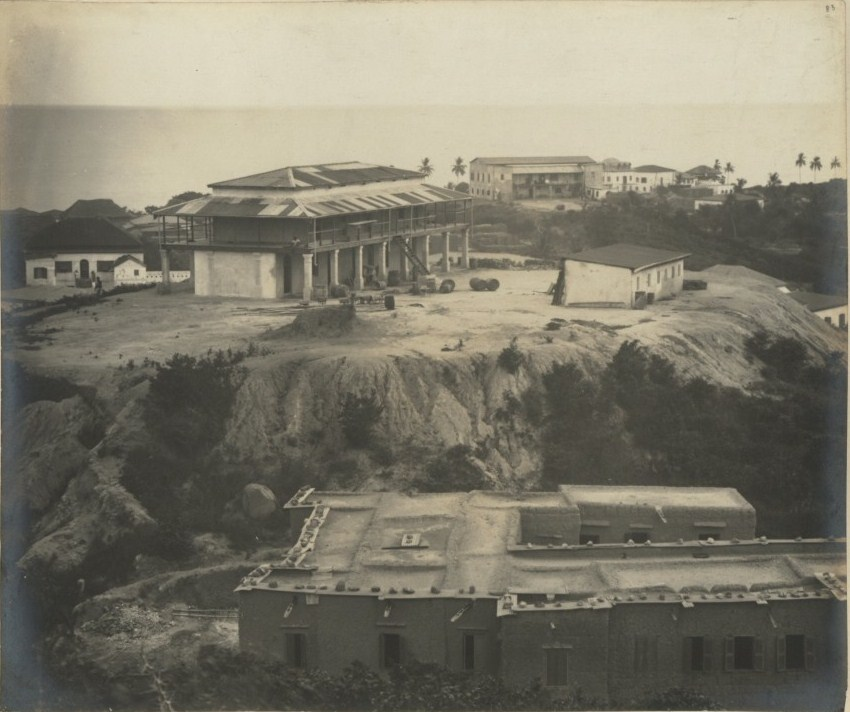
Construction du nouveau bâtiment de la mission de Cape Coast, au début du XXe siècle.

Le 20 mars 1906, le Saint-Siège le nomme vicaire apostolique de la Côte-de-l'Or pour succéder à Mgr Isidore Klaus (mort le 20 novembre 1905). Il est sacré évêque à 36 ans, le 29 juillet 1906 à Lyon, par le cardinal Coullié, primat des Gaules. Les co-consécrateurs sont NN. SS. Paul Pellet et Louis Déchelette des Missions africaines. 
De retour de France en décembre 1906, il se met d'emblée à la tâche, parcourant à pied ou à dos de monture son immense mission. Il apprend plusieurs langues de la région, notamment le fanti, dont il acquiert une connaissance approfondie, ainsi que de son peuple qui vivait sur la côte. C'est lui qui débute l'évangélisation des Ashantis vivant à l'intérieur des terres. Sous son épiscopat, Mgr Hummel fonde avec ses missionnaires plus de quatre cents stations secondaires, un grand nombre d'écoles (avec des ateliers d'artisanat et de couture): elles passent de 24 à 501. 
Le vicariat comptait 8 500 chrétiens à son arrivée, il en compte plus de 51 000 à sa mort dix-huit ans plus tard. Lorsque durant la dernière année de la Première Guerre mondiale, la hiérarchie et les missionnaires allemands du Togo sont expulsés par les Alliés de cette ex-colonie allemande (qui avait capitulé en août 1914), c'est Mgr Hummel qui est chargé du 11 janvier 1918 jusqu'en 1921 d'en être l'administrateur apostolique avant l'arrivée d'un nouveau vicaire apostolique français (pour la partie du Togo attribuée à la France) et l'intégration du Togoland britannique dans le vicariat de la Côte-de-l'Or (pour la partie du Togo attribuée à l'Angleterre). 
Ignace Hummel meurt en plein labeur, âgé seulement de 54 ans, quatre jours après une tournée de confirmation dans le district de Saltpond. À sa mort, tous les territoires de la partie sud de la Côte-de-l'Or sont pénétrés par les missions. Son ami du grand séminaire de Lyon, Ernest Hauger, lui succède.